# Pseudophysocephala fenestralis
Pseudophysocephala fenestralis är en tvåvingeart som beskrevs av Krober 1939. Pseudophysocephala fenestralis ingår i släktet Pseudophysocephala och familjen stekelflugor. Inga underarter finns listade i Catalogue of Life.